# Л'Орча
Л'Орча, Лорча (валенс. L'Orxa, ісп. Lorcha, офіційна назва L'Orxa/Lorcha) — муніципалітет в Іспанії, у складі автономної спільноти Валенсія, у провінції Аліканте. Населення — 565 осіб (1 січня 2022).

## Географія
Муніципалітет розташований на відстані близько 340 км на південний схід від Мадрида, 55 км на північ від Аліканте.

## Демографія
Динаміка населення (INE ):